# Albéric de Reims
Albéric de Reims o Aubry de Reims (1085-1141) fue un prelado y teólogo francés del siglo XII. Fue discípulo de Anselmo de Laon, partidario del realismo de Guillermo de Champeaux, tenaz opositor de Pedro Abelardo y del nominalismo de Roscelino de Compiègne.

## Biografía
Tomó lecciones del filósofo Geoffrey de la escuela de Reims, Anselmo de la Escuela de Laon junto con Pedro Abelardo, Guillermo de Champeaux, Gilberto Porretano y Lotulfe Novara, uniéndose en amistad con este último. Posteriormente enseñó con éxito en la escuela de Reims con Lotulfe, consiguiendo el cargo de arcediano.
Fue un lógico reconocido, distinguiéndose por su elocuencia, pero se desconcertaba fácilmente sorprendido cuando debatía de manera contradictoria con sus estudiantes. Posteriormente se trasladó a París donde daba conferencias públicas sobre la dialéctica de la Montaña Santa Genoveva desde 1120 a 1122. Juan de Salisbury fue su alumno.
Se unió al grupo de Anselmo, su antiguo maestro, en contra de Pedro Abelardo. Fue uno de sus principales acusadores en el Concilio de Soissons en 1121. Elegido obispo de Chalons en 1126, no fue confirmado por el Papa a pesar del apoyo de Bernardo de Claraval. Después de este fracaso, sería retirado a Lieja como canónigo y parece haber continuado sus conferencias públicas. Fue nombrado arzobispo de Bourges en 1137 hasta su muerte, y participó en el II Concilio de Letrán en 1139.